# Gheorghe Năstăseanu
Gheorghe Năstăseanu (n. către 1812, Iași – d. 29 septembrie 1864, Roma) a fost un pictor portretist și litograf român din Principatul Moldovei. 

## Biografie
Gheorghe Năstăseanu a fost cel mai strălucit elev al Clasului de zugrăvitură al Academiei Mihăilene. S-a născut la Iași într-o familie modestă și se numea, după istoricul George Oprescu, George Anastasiu. Mai târziu se semna când Anastaseanu, când Năstăseanu. Și-a început studiile în semestrul de vară al anului școlar 1838 -1839, ca urmare a unei jalbe adresată domnitorului prin care cerea să urmeze Academia Mihăileană ca să învețe meseria de zugrav fără plată deoarece „... tatăl lui este în stare slabă și nu ar putea să-l învețe cu plată”. În cataloagele instituției apare sub numele de Anastasiu Gheorghe. În anul școlar 1841 - 1942 sub numele de Nastasiu și la finalizarea cursurilor ca Năstăsan Gheorghe, așa cum este cunoscut, de altfel, în literatura de specialitate. Cataloagele școlii reflectă faptul că artistul a frecventat șapte semestre, însă este probabil să fi făcut nouă, atât cât prevedea curicula școlară.
În 1839 a fost admis ca student al Academiei Mihăilene de la Iași, ca elev al lui Giovanni Schiavoni. După plecarea lui Schiavoni l-a avut ca profesor pe Mauritius Loeffler. În timpul studiilor, s-a specializat în litografie. Prima lucrare realizată de el fost o interpretare a picturii Sfintei Familii, lucrare realizată în 1662 de Carlo Maratta (1625-1713) la Roma. După absolvire, în 1843, Gheorghe Năstăseanu a plecat ca bursier la Roma. Aflat la Paris, în 1853, s-a întâlnit cu grupul de revoluționari români exilați din Țara Românească. A participat la Revoluția de la 1848 în Italia pe baricadele Romei, fiind alături de mișcarea națională italiană, înfruntând miliția papală pe baricade, acțiune în care a fost rănit.
În afară de această litografie, menționată de profesorul George Oprescu, presa din anii 1843-1848 se referă și la alte plăci gravate, în prezent pierdute, care dovedesc faptul că, pe perioada șederii sale la Roma, artistul a continuat să realizeze interpretări ale altor artiști, publicate ulterior de Institutul Albina Română. Una din gravuri, Sfânta Magdalena, a fost o interpretare după Giacomo Palma cel bătrân (1480-1528).
După ce a participat la Revoluția de la 1848 pe baricadele Romei, Gheorghe Năstăseanu și-a pierdut interesul pentru litografie.
În 21 iulie 1859 Gheorghe Năstăseanu a înaintat un proiect, în cinci puncte, în care propunea ca în unul dintre saloanele Cabinetului de Științe Naturale să fie organizată o Galerie de Artă în care să fie incluse nu doar opere originale, ci și copii, reproduceri după picturile reprezentative.

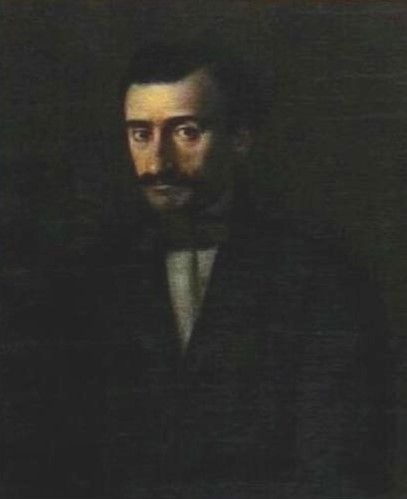
Portret Nicolae Vlahu de Gheorghe Năstăseanu, Muzeul de Artă din Iași

În 1860, Gheorghe Năstăseanu a realizat un portret în ulei, de mari dimensiuni (111×92 cm) al lui Alexandru Ioan Cuza, pe baza unei fotografii realizate de Ioan Heck, fratele mai mare al cunoscutului fotograf ieșean Nestor Heck. În prezent, acest portret în ulei se află în colecția Muzeul de Artă Iași (nr. inv. 149). Lucrarea a fost donată de pictor Pinacotecii de la Iași, înființată de Cuza la 1860, odată cu Universitatea din capitala Moldovei.
În 1860 a fost trimis din nou la Roma, pentru executarea unor copii destinate Pinacotecii Naționale de la Iași. Deși autoritățile îl asiguraseră că până în momentul plecării în străinătate va avea la dispoziție un avans din suma promisă, acest lucru nu s-a întâmplat. Constrâns de împrejurări, Gheorghe Năstăseanu a contractat un împrumut personal, în valoare de o sută cincizeci de galbeni, fiind convins că îl va returna din banii ce urma să îi primească din partea autorităților. Într-o înștiințare din 16 noiembrie 1860, artistul ruga autoritățile să-i anticipeze plățile, argumentând că prețurile plătite pentru pânze, culori și realizarea copiilor erau scumpe. Finalul cererii aducea și rugămintea lui Gheorghe Năstăseanu ca Ministerul, „la trimiterea banilor, să poprească pentru cămătarii săi, citați de el onor Minister, căci el îi va satisface la trimiterea tabloului în patrie”.
La 15 ianuarie 1861 a fost înființată Școala de Arte Frumoase din Iași. Continuând seria tablourilor istorice inițiată de Gheorghe Asachi, noua școală i-a însărcinat pe Gheorghe Panaiteanu-Bardasare și Gheorghe Năstăseanu cu realizarea unor tablouri ce aveau ca temă subiecte din istoria națională.
În 1862, Gheorghe Năstăseanu a anunțat că a început să picteze o copie după Caravaggio, de la Vatican. Nu a reușit să o termine, deoarece a fost sechestrată de creditori. Tabloul a fost răscumpărat de un francez, rezident în București, care l-a oferit spre cumpărare ministerului pentru suma de 600 de galbeni, dar din lipsa banilor lucrarea nu a putut fi cumpărată.
A murit într-o sărăcie cumplită la Roma, unde fusese trimis să copieze tablouri celebre, moartea lui fiind deplânsă pe bună dreptate de colegul său Panaiteanu care vedea în respectiva situație condamnarea unui „pictor de istorie“ la tristul rol de „simplu copist“.